# Pringle (Texas)
Pringle è una comunità non incorporata degli Stati Uniti d'America della contea di Hutchinson nello Stato del Texas.